# Caspar Barlaeus
Caspar Barlaeus, prawdziwe nazwisko Caspar (Kaspar) van Baarle (ur. 12 lutego 1584, zm. 14 stycznia 1648) – holenderski polihistor, humanista, teolog, poeta i historyk.

## Życiorys
Caspar Barlaeus był profesorem logiki na Uniwersytecie w Lejdzie, a od 1631, wykładał na Uniwersytecie amsterdamskim Athenaeum.
W roku 1644, po ustąpieniu ze stanowiska gubernatora generalnego w Nowe Holandii w Brazylii Mauritza Johana von Nassau-Siegena, Caspar Barlaeus rozpoczął pracę nad dziełem swojego życia pt. Rerum per octennium in Brasilia et alibi nuper gestarum (łac. „księga rzeczy dokonanych przez osiem lat w Brazylii i gdzie indziej”). Dzieło opisywało historię Holenderskiej Kampanii Zachodnioindyjskiej, zawierało wiele map, sztychów, oficjalnych dokumentów i raportów gubernatorów. Materiały te otrzymał od Siegena. Dzieło zostało wydane w roku 1647 przez kartografa Willema Bleau.
U tego samego wydawcy wcześniej w 1638 roku wydał Medicea Hospes, sive descriptio publicae gratulationis, qua ... Mariam de Medicis, excepit senatus populusque Amstelodamensis (łac. „gość medycejski, czyli opis ceremonii, jaką senat i lud amsterdamski przyjął Marię de Medici”).

## Twórczość
- Manes Auriaci (1625)
- Hymnus ad Christum (1628)
- Poemata (1628)
- Medicea hospes (1638)
- Faces augustae (1643)
- Rerum per ocetennium in Brasilia et alibi nuper gestarum (1647)
- Verscheyde Nederduytsche gedichten (1651)
- Mercator sapiens, sive Oratio de coniungendis mercaturae et philosophiae studiis